# أرام عباسي
أرام عباسي (بالفارسية: آرام عباسی) هو لاعب كرة قدم إيراني، ولد في 13 يوليو 1994 في سنندج في إيران. شارك مع منتخب إيران تحت 17 سنة لكرة القدم ومنتخب إيران تحت 20 سنة لكرة القدم ومنتخب إيران تحت 23 سنة لكرة القدم. أما مع النوادي، فقد لعب مع نادي بديده ونادي صبا قم.